# Irxleben
Irxleben – dzielnica gminy Hohe Börde w Niemczech, w kraju związkowym Saksonia-Anhalt, w powiecie Börde. W dzielnicy znajduje się siedziba gminy.
Do 31 grudnia 2009 była to oddzielna gmina wchodząca w skład wspólnoty administracyjnej Hohe Börde. Do 30 czerwca 2007 należała do powiatu Ohre.

## Geografia

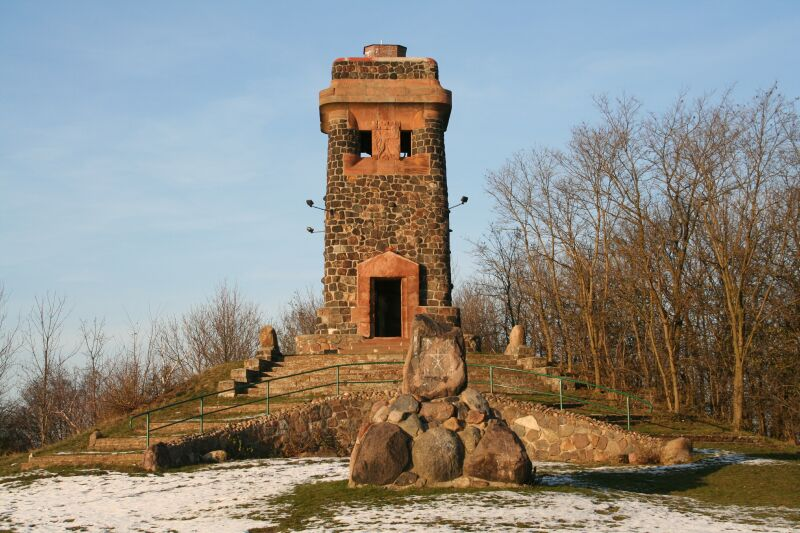
Wieża Bismarcka między Irxleben a Schnarsleben

Irxleben leży około 10 km na zachód od Magdeburga, stolicy landu Saksonia-Anhalt w pobliżu skrzyżowania Magdeburg (autostrady A2 i autostrady A14). Przez miejscowość przechodzi droga krajowa B1. W odległości ok. 20 km na północny wschód znajduje się skrzyżowanie wodne Magdeburg, którym nad Łabą poprowadzony jest Kanał Śródlądowy.

## Wygląd ogólny
Część domów we wsi wygląda bardzo charakterystycznie. Na ich podwórka wjeżdża się przez wrota zaokrąglające się u góry w łuk. Zwykle na prawo od nich znajdują się drzwi, nad którymi widoczne są kamienne tablice z różnymi napisami.
Do dzisiaj w Irxleben przetrwało wiele takich zabytkowych dworów, np. dawny dwór rodziny zu Irxleben na ulicy Kirchstraße. Na wygląd centrum wsi wpływają też liczne budowle z muru pruskiego, jak również współczesne budynki.

## Historia
Pierwsze wzmianki o Irxleben odnaleziono w akcie darowizny dla biskupa z Paderborn z 1015 roku. Akt opisuje wymianę wszystkich posiadłości szlachcica Liutharda w Irxleben, Asterlindi i Hardego wraz z poddanymi za uncję złota, 10 funtów fenigów i jeden płaszcz wartości 4 funtów.

### Nazwa
Podczas wędrówki ludów (IV-VI wiek) przywędrowało i osiedliło się w tej okolicy germańskie plemię Warnen. Zajęte miejscowości otrzymały nazwy od imion starszych plemienia. W przypadku Irxleben był to Irik, od którego powstała nazwa „Irikslevu“. W kolejnych stuleciach nazwa miejscowości często zmieniała się:
- 1015: Irixlern
- 1063: Erixleve
- 1112: Aresleve
- 1144: Erikesleve
- 1201: Irekesleve
- 1221: Irkesleve; Yrckleve
- 1270: Erxleve
- od 1564: Irxleben

### Rozwój miejscowości
Miejscowość posiadała duży kościół już w XII wieku. Właścicielem wsi do 1418 roku była rodzina von Irxleben. Podczas wojny trzydziestoletniej większa część ludności musiała uciekać do pobliskiego Heide, ponieważ Irxleben cierpiało z powodu ciągłego oblężenia Magdeburga. Wiele domów spłonęło, a ich mieszkańcy ginęli. Po wojnie Irxleben długo nie mogło się podnieść z ruin.
Irxleben ucierpiało także podczas wojen napoleońskich w 1813 roku. 50 lat później mieszkańcy wznieśli pomnik ku pamięci ofiar, tzw. "Orła". Dzięki dobrze prosperującemu rolnictwu, przede wszystkim uprawie buraka cukrowego i cykorii około 1890 roku powstały we wsi cukrownia i suszarnia cykorii. Na przełomie wieków 3 nauczycieli nauczało 181 dzieci w ówczesnej szkole. W tym czasie Irxleben było też siedzibą kościelnej władzy nadzorczej szkoły. Do rozpoczęcia I wojny światowej miejscowość była typową wioską rolniczą. Znajdowało się tam kilka dużych gospodarstw, ale przeważały średnie i małe, co widać także obecnie. Wraz z rozwojem transportu i poczty wielu mieszkańców znalazło pracę w pobliskim Magdeburgu. Osiedle Oberwiesenstraße powstawało od 1926 do 1933 roku.
Podczas II wojny światowej miejscowość przyjmowała uchodźców, przede wszystkim z Nadrenii. W gospodarstwach rolnych pracowali robotnicy przymusowi i jeńcy wojenni. W 1945 na Irxleben zostało zbombardowane, co nie spowodowało jednak żadnych ofiar ani większych strat. Miejscowość została zajęta przez amerykańskie wojska i w lipcu 1945 roku znalazło się zgodnie z konferencją poczdamską w radzieckiej strefie okupacyjnej.

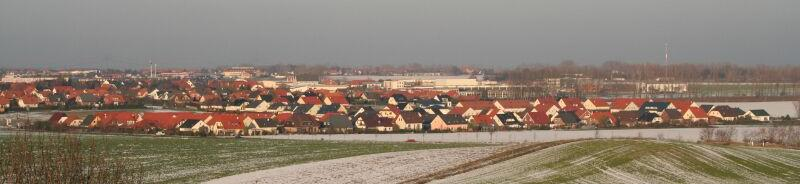
Widok z wieży Bismarcka na nowe dzielnice mieszkaniowe Irxleben i dzielnicę przemysłową w tle

Po zakończeniu reformy rolnej założono w Irxleben w 1953 roku pierwszy kołchoz. Po zjednoczeniu Niemiec w 1989 roku sytuacja gospodarcza wsi zmieniła się. Wielu mieszkańców straciło pracę w upadłym kołchozie.
Po zmianie ustroju we wsi powstała duża dzielnica przemysłowa. Dzięki powstaniu nowych dzielnic mieszkaniowych liczba mieszkańców ciągle wzrastała w latach 90., wiele rodzin, głównie z Magdeburga, przeniosło się na przedmieścia stolicy Saksonii-Anhalt.

### Pożary
W swojej historii Irxeleben często było pustoszone przez pożary. W roku 1780 ówczesny pastor Baucke w również spalonej księdze metrykalnej pisał: "W roku 1780, 31 marca wieczorem po godzinie dziesiątej pojawił się ogień w domu tutejszego chałupnika Mtsr. Conrada Behricke, przez co całkowicie spłonęło 6 domów rolników Erasmusa Heinrichsa, Joachima Kleinaua, Petera Camina, Gottlieba Hilligera, Gottfreida Mohra i Simona Raecke oraz 4 chałupników Jakoba Willinga, Joachima Schulzena, dwór Riemannów, dom stróża nocnego i 2 domy dziadów". Zgodnie z tym przekazem cała północna część wsi została wtedy zniszczona przez ogień. W tamtych czasach domy budowano ciasno obok siebie ze słomy, drewna i gliny, przez co pożary niszczyły często duże obszary wsi. 14 lutego 1798 roku w domu Hilligerów ponownie wybuchł pożar, w którym spłonęło 7 zagród. Odbudowany dwór Hilligerów należał w tamtym czasie do najpiękniejszych w okolicy. O tym wydarzeniu przypomina dzisiaj tablica pamiątkowa.

### Wzrost liczby ludności
W 1564 r. w gminie mieszkały 23 rodziny. Ta liczba powiększyła się do 1785 r. do 310 mieszkańców, a do 1892 wzrosła do 1238. W 1933 roku liczba mieszkańców spadła do 967, natomiast po zakończeniu II wojny światowej podniosła się z powodu napływu wielu uchodźców do 1240. W ciągu następnych lat znowu spadła do 883 z powodu przesiedlania się ludzi do dużych miast. Po zjednoczeniu Niemiec ta tendencja się odwróciła i wielu mieszkańców miast, przede wszystkim Magdeburga przeniosło się na przedmieścia. 1 listopada 1999 Irxleben liczyło 2537 mieszkańców, a obecnie (2008 r.) żyje tam 2267 ludzi.
Przez gwałtowny wzrost liczby ludności po 1990 roku i wynikające z tego zwiększone wpływy z podatków zostało zbudowanych wiele obiektów, np. sala gimnastyczna, wielofunkcyjny obszar sportowy, boisko do siatkówki plażowej i nowa szkoła podstawowa. Dzięki napływowi nowej fali ludności założono wiele nowych stowarzyszeń (związek hodowców gołębi, związek hodowców drobiu, związek myśliwych i związek miłośników sportów z wykorzystaniem psów). W klubie sportowym Irxleben (Sportverein Irxleben - SVI) utworzono nowe sekcje (badminton, koszykówka, piłka ręczna, kręgle, szachy, tenis stołowy i siatkówka). Irxleben bardzo szybko rozwinęło się finansowo i gospodarczo, przede wszystkim w zakresie przemysłu.
Irxleben było siedzibą wspólnoty administracyjnej Hohe Börde, do której należało też 13 innych gmin. 1 stycznia 2010 dotąd samodzielne gminy Irxleben, Ackendorf, Bebertal, Eichenbarleben, Groß Santersleben, Hermsdorf, Hohenwarsleben, Niederndodeleben, Nordgermersleben, Ochtmersleben, Schackensleben i Wellen połączyły się w nową gminę Hohe Börde. Wspólnota administracyjna Hohe Börde została rozwiązana.

## Zabytki

### Kościół

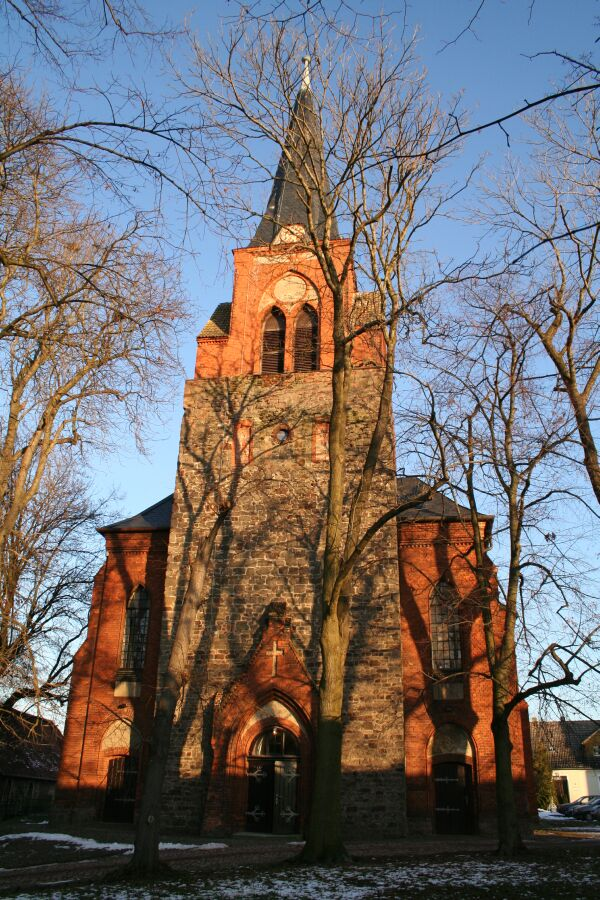
Kościół w najstarszej części Irxleben

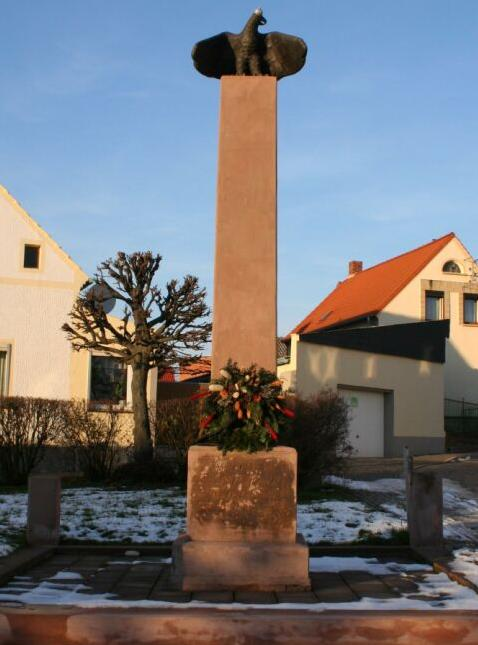
Pomnik bitwy narodów, tzw. "Orzeł" w Irxleben przy drodze B1

Stary kościół w Irxleben został zbudowany już w XII w. w stylu romańskim. Miał dach dwuspadowy w wieżą wysokości 20 m, na której szczycie znajdował się kogut ze św. Eustachym. Do dzisiaj jest on patronem kościoła. Z powodu dużego wzrostu liczby ludności kościół został rozszerzony, a szczyt wieży odnowiony w latach 1892/93 staraniem superintendenta Heinricha-Juliusa Raabe. Do dzisiaj wyraźnie widoczne jest przejście od starego korpusu wieży do nowego szczytu. W kościele znajdują się kolorowe witraże.
W kościele znajduje się chrzcielnica równie stara co sam kościół. Jest wyżłobiona w kształcie półkola, a jej średnica wynosi ponad metr. Nie była ona używana od czasu wojny 30-letniej. Do chrztów służy teraz ciemna, wykonana z drewna chrzcielnica.

### Pomnik bitwy narodów
W 1813 roku wieś ciężko ucierpiała z powodu wojen napoleońskich. W 50. rocznicę wzniesiono tutaj pomnik bitwy narodów, który do dzisiaj upamiętnia ofiary wojny. Na szczycie kolumny znajduje się orzeł, który po 1945 został usunięty, a w 1999 roku zastąpiony przez nowy. Na cokole kolumny znajduje się napis: "Stoimy wszyscy na straży pokoju świata".

## Herb
Herb został nadany 11. listopada 1937 roku przez prezydenta prowincji Saksonia.
Blazonowanie: "Wygięty krzyż św. Andrzeja w srebrnym polu."
Herb ten posiadał ród pochodzący z Irxleben, którego przedstawiciele żyli tam od XII do XIV w., a który wygasnął w XV wieku.
Według legendy ojciec rodu Burchard Czarny z Irxleben został bezpośrednio przyjęty do stanu rycerskiego po tym, gdy chlubnie odznaczył się w służbie u Ottona I.
W 962 r. cesarz nadał herby wielu saskim szlachcicom. Rycerz Burchard z Irxleben otrzymał godność dziedzicznego mistrza kuchni Świętego Cesarstwa Rzymskiego. Dostał przy tym krzyż św. Andrzeja w srebrnym polu jako herb. Ród von Irxleben wygasł przed prawie 600 laty. Ostatnim przedstawicielem rodu był Otto z Irxleben. Pracował jako advocatus episcopi i był kapitanem zamku arcybiskupa, a zmarł przed wydaniem męskiego potomka 16 sierpnia 1418 r. w pobliskim Wolmirstedt, gdzie został pochowany w kościele św. Katarzyny. Herb rodziny von Irxleben posiada dzisiaj gmina.
Herb stworzył magdeburski archiwista państwowy Otto Korn.

## Przemysł i rzemiosło
Około 1900 roku w gminie istniały liczne zakłady rzemieślnicze i fabryki. Między innymi znajdowały się tam dwie suszarnie cykorii, cukrownia, pięciu szewców, trzech rzeźników, cztery zajazdy i dwóch piekarzy. W 1930 r. było tam nawet kino. Cukrownię wysadzono w 1928 r.
Gospodarka Irxleben znacząco rozwinęła się dzięki utworzeniu terenu przemysłowego podzielonego na ponad 60 działek budowlanych. Położenie miejscowości jest korzystne dla przemysłu dzięki bezpośredniemu połączeniu z drogami A2 i B1 jak również bliskości stolicy landu Magdeburga i autostrady A14.

## Irxleben obecnie

### Wypoczynek i rekreacja
Ścieżki rowerowe i spacerowe ułatwiają spacery lub przejażdżki rowerem. Najchętniej wybieranym celem wycieczek jest blisko położona góra Wartberg z wieżą Bismarcka, z której przy dobrych warunkach pogodowych można zobaczyć Brocken w górach Harzu.

### Hala sportowa

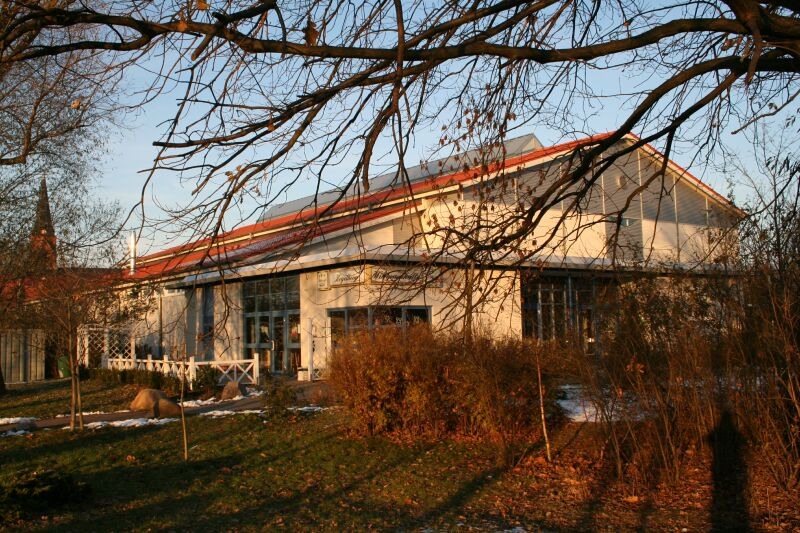
Hala sportowa Wildparkhalle

Halę sportową Wildparkhalle zbudowano w 1997 r. Jest odkryta i można podzielić ją na dwie części. Szatnie dla sportowców znajdują się znacznie powyżej poziomu boiska. Dzięki temu można było niżej urządzić kręgielnię. Znajduje się ona w piwnicy, można dostać się do niej z hali.

### Klub sportowy
Założony w 1919 r. klub sportowy(SV Irxleben, w skrócie SVI) odgrywa ważną rolę w życiu mieszkańców. Piłka nożna jest główną dyscypliną i uprawia ją najwięcej członków klubu. Pierwszy skład przez wiele lat grał w Landeslidze Nord, gdzie zwykle zajmował mocne miejsce w środku tabeli. Po spadku w sezonie 2006/2007 drużyna gra teraz w Landesklasie (poziom 4). Spotkania odbywają się na stadionie Am Wildpark, który składa się z dwóch boisk do piłki nożnej. Na teren przy Siegweg składają się betonowe i drewniane boiska do koszykówki, boisko do siatkówki jak i nowo wybudowana hala Wildparkhalle.
Od 1997 roku klub posiada sekcję piłki ręcznej. Po kilku latach od jej utworzenia klub dostał się do oberligi Saksonii-Anhalt. Pozostałe sekcje klubu to badminton, koszykówka, gra w kręgle, szachy, tenis stołowy i siatkówka.

### Szkoła podstawowa

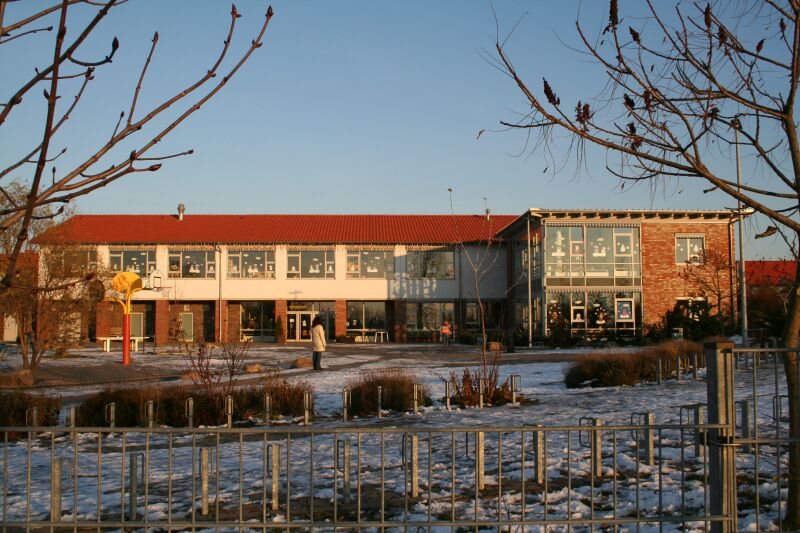
Szkoła podstawowa

Do nowej szkoły podstawowej w Irxleben uczęszcza około 150 uczniów z Irxleben i okolicznych gmin. Po zakończeniu zajęć mogą oni dodatkowo przebywać w świetlicy. W szkole istnieją także kółka teatralne, siatkówki, plastyczne i chór.